# Ambrogio Spreafico
Ambrogio Spreafico (ur. 26 marca 1950 w Garbagnate Monastero) – włoski duchowny katolicki, biskup diecezjalny Frosinone-Veroli-Ferentino w latach 2008-2025, biskup diecezjalny Anagni-Alatri w latach 2023-2025.

## Życiorys
Święcenia kapłańskie otrzymał 12 kwietnia 1975 w zgromadzeniu barnabitów. Rok później wystąpił z zakonu i uzyskał inkardynację do diecezji Palestrina, zaś w 1988 został prezbiterem diecezji rzymskiej. W 1978 rozpoczął pracę jako wykładowca na Papieskim Instytucie Biblijnym, zaś w 1992 przeniósł się na Papieski Uniwersytet Urbaniana w Rzymie. W latach 1997–2003 oraz 2005-2008 był rektorem tejże uczelni. Działalność duszpasterską prowadził we wspólnocie Sant’Egidio w Rzymie i Niemczech oraz w parafii Santa Maria in Trastevere i San Filippo Neri alla Garbatella w Rzymie.
3 lipca 2008 papież Benedykt XVI mianował go biskupem koadiutorem diecezji Frosinone. Sakry biskupiej udzielił mu 26 lipca 2008 sekretarz stanu Stolicy Apostolskiej - kard. Tarcisio Bertone. 18 października 2008 po śmierci poprzednika objął diecezję.
10 listopada 2022 papież Franciszek mianował go jednocześnie biskupem in persona Episcopi diecezji Anagni-Alatri. 15 stycznia 2023 objął diecezję Anagni-Alatri.
1 lipca 2025 papież Leon XIV przyjął jego rezygnację z funkcji biskupa diecezjalnego.